# Syndrome d'épuisement professionnel par l'ennui
Ne doit pas être confondu avec Burnout.
 Mise en garde médicale
Le syndrome d'épuisement  professionnel par l'ennui ou boreout (parfois orthographié bore-out), [ˈbɔɹaʊt], est un trouble psychologique qui engendre des maladies physiques.
Ce syndrome est déclenché par le manque de travail, l'ennui et, par conséquent, l'absence de satisfaction dans le cadre professionnel. Il affecterait couramment les individus travaillant en entreprise et notamment les travailleurs du secteur tertiaire.
Cette théorie a été présentée en 2007 dans Diagnosis Boreout, un livre par deux consultants d'affaires suisses, Peter Werder et Philippe Rothlin.

## Historique du concept
En 1958, James March et Herbert Simon affirment que les organisations peuvent absorber l'inactivité de façon infinie,. En 1995, Jeremy Rifkin publie La Fin du travail : le Déclin de la force globale de travail dans le monde et l'aube de l'ère post-marché.
Or, dès les années 1970 et la conceptualisation du burn-out, c'est cet épuisement qui fait l'objet de nombreuses analyses et recherches, plutôt que l'ennui. Dans les années 2000 et 2010, les médias populaires, législateurs et scientifiques se concentrent quasi-exclusivement sur le thème du burn-out, l'épuisement professionnel dû à un excès de travail à fournir, qui touche pourtant beaucoup moins de personnes.
En 2006, une enquête en Suisse établit que 10 % des salariés souffrent du manque de travail et préféreraient avoir trop de travail à fournir. En 2007, les consultants d'affaires suisses Peter Werder et Philippe Rothlin définissent le concept de bore-out,. L'année suivante, l'entreprise STEPSTONE estime que 32 % de la masse salariale européenne occupe un emploi où elle n'a rien à faire ; or, Arrêt sur images découvre que l'enquête s'adresse en réalité aux chômeurs. Une étude de 2010 au Royaume-Uni montre une prévalence de 2% des salariés de la fonction publique suffisamment inactifs pour en voir leur santé affectée. En octobre 2018, une étude de la Fondation Jean-Jaurès estime que 88% des personnes estiment occuper un emploi utile pour leur entreprise et 78% utile pour la collectivité. Par contre, ces mêmes personnes ne se sentent pas reconnues pour leur travail : le problème est là un manque de reconnaissance plutôt qu'un manque de sens.
En France, un homme attaque Interparfums après avoir été licencié à la suite d'un arrêt de travail de six mois pour « lassitude extrême ». En 2018, les prud'hommes jugent qu'il y a eu harcèlement moral et mise à l'écart mais ne reconnaissent pas le bore-out,. En 2020, la cour d'appel de Paris reconnaît le bore-out.

## Description
Le bore-out est indiqué par le fait de n'avoir rien à faire, et parfois de ne pas avoir de relation professionnelle sur le lieu de travail. Le temps professionnel devient donc vide et interminable ; le poste n'a aucun intérêt ni sens et cela a des répercussions sur la psychologie des personnes affectées. Les conséquences psychiques sont très proches de celles du burn-out. En général, le seuil d'intolérance se situe aux environs de deux heures de travail par jour complet comptabilisé,.
Admettre qu'on ne fait rien a des conséquences négatives sur la valeur sociale d'une personne dans une société où on se définit souvent par son travail : il est aussi incorrect socialement d'admettre son ennui au travail que d'avouer une addiction à l'alcool. Il est en effet très difficile de faire comprendre que cet ennui n'est pas intentionnel et ne relève donc pas de la paresse, mais d'une situation subie. Il est également mal vu de se plaindre d'un travail trop peu demandeur dans une situation de haut chômage et de délocalisations forcées : en résulte donc un isolement qui empire la situation psychologique. Là où le burn-out est vu comme un excès de zèle, valorisé dans la société française, le bore-out est perçu comme un excès de fainéantise et donc négatif.
Le problème touche notamment les employés des services publics et du secteur tertiaire, surtout en France au niveau des collectivités territoriales. Il apparaît très rarement dans les métiers dont le principe est de mener à bien une tâche spécifique ou d'aider des personnes dans le besoin. Il est causé par l’impossibilité de licencier quelqu'un facilement, par la redistribution du travail à l'étranger et par la réorganisation du travail due aux accroissements de productivité. Il peut être plus cher de licencier quelqu'un avec des indemnités importantes que de le mettre au placard en espérant sa démission. Les critiques de la thèse de Bourion estiment que le cas de la fonction publique est une cible facile, qui permet de justifier l'existence du syndrome tout en critiquant facilement les choix politiques ; en réponse, Bourion affirme qu'il s'agit d'une attaque contre lui commanditée par les collectivités territoriales.
S'il n'existe pas de profil type, les victimes du syndrome sont souvent des personnes investies dans leur travail ou surqualifiées pour leur poste.

## Causes
Le bore-out personnel vient surtout de l'ennui, de l'absence de défis et du manque d'intérêt. D'autres facteurs peuvent accélérer sa venue, comme la réalisation de tâches répétitives ou sans valeur ajoutée ou une surqualification du salarié pour son poste. Le manque de sens donné au travail peut aussi être une cause du problème.
Le bore-out semble plus présent en Occident : le problème est qu'il n'y a pas assez de travail pour occuper toutes les personnes salariées pendant des journées entières, notamment dans le cadre de la redistribution du travail avec l'Asie qui ralentit la demande.
Le problème vient souvent d'une restructuration d'un service, où on préfère attendre le départ en retraite ou la démission d'un employé plutôt que de lui créer un nouveau poste. Le placard peut également être utilisé comme sanction envers quelqu'un qui a déplu mais qu'on ne peut pas licencier.
Mais l'ennui au travail peut aussi devenir systémique à cause de la spécialisation des tâches. Le monde du digital est particulièrement touché depuis quelques années. La disparition du métier de Webmaster en est une illustration très parlante. Alors qu'il y a une vingtaine d'années, une seule personne assurait l'ensemble des missions de création et de gestion d'un site Internet, ce n'est plus du tout le cas aujourd'hui. Les entreprises vont recruter des experts pour chaque poste et non plus des généralistes (product owner, développeurs, intégrateurs, chargés de référencement naturel, traffic manager...). Les salariés ont parfois le sentiment de perdre le sens de leurs missions à cause d'une trop forte segmentation des tâches. Certains travailleurs, pourtant très qualifiés, peuvent même avoir le sentiment de travailler à la chaîne.

## Symptômes et conséquences
Le bore-out cause une profonde angoisse liée au travail. Livrés à eux-mêmes, les salariés perdent de la confiance en soi et s'interrogent sur les causes de la situation, ce qui mène à l'anxiété et à la dépression. Ils se sentent dévalorisés et remettent en cause leur propre compétence. S'ajoute une culpabilité du survivant par rapport à des collègues licenciés et aux chômeurs,,.
Les conséquences classiques sont une fatigue importante, des pertes de sommeil, des pertes de mémoire et de concentration et de l'irritabilité. La fatigue résulte d'une recherche d'activité pour contre-investir le vide pendant que d'autres sont débordés. La dépression, le stress et la fatigue chronique sont des conséquences répandues, ainsi que l'augmentation des conduites addictives.
En 2010, une étude britannique trouve que les employés qui s'ennuient au travail subissent 2,5 fois plus d'accidents cardiovasculaires que les autres,, notamment parce qu'ils fument et grignotent plus que les autres, voire boivent pendant la journée de travail.
Un problème fondamental du bore-out est que l'agent déteste sa situation actuelle, mais qu'à cause des conséquences psychologiques, il ne se sent pas en état de soulever la question avec sa hiérarchie ou de postuler pour des tâches plus difficiles ou pour un nouvel emploi,.
Les conséquences sont aussi négatives pour l'entreprise : perte d'efficacité, besoin d'un suivi RH plus approfondi ou d'un meilleur encadrement et risques d'arrêt maladie plus importants.

## Stratégies
Parler du bore-out dont on est victime peut avoir des conséquences négatives : rejet par les collègues qui ont du travail, surcroît de travail inintéressant et dans certains cas, mise au placard complète pour avoir dénoncé un « avantage inadmissible ». Dans ce cadre, les employés adoptent souvent des stratégies pour faire croire qu'ils sont occupés.
La première stratégie adoptée est celle de réduire les heures de présence, en commençant la journée en retard et en la finissant plus tôt que prévu. Quand c'est possible, la victime cherche aussi à s'attribuer plus de tâches pour s'occuper. Elle peut aussi faire durer les tâches beaucoup plus longtemps que nécessaire en travaillant le plus lentement possible, ou au contraire s'en débarrasser le plus vite possible pour libérer complètement ses journées. La stratégie du pseudo-investissement consiste à simuler l'engagement en restant à son bureau après les horaires de travail, par exemple en mangeant à leur bureau pour donner l'impression d'être débordés alors qu'ils ne touchent pas à leurs tâches.
Dans une situation qui dure, les employés peuvent faire passer le temps en discutant (s'ils sont plusieurs dans cette situation), en allant sur Internet ou en avançant sur leurs tâches personnelles. Il arrive aussi aux salariés de développer une activité débordante pour combattre la souffrance spécifique à l'ennui, et donc de rapidement passer à une situation inverse d'épuisement.
La stratégie de l'arrêt de travail peut être contre-productive, créant encore plus d'inactivité en retirant les derniers éléments liés au travail comme le trajet quotidien ; il faut idéalement avoir de nouvelles tâches au travail, ou chercher un emploi ailleurs, ce qui est souvent la seule issue possible.